# Joanne Goode
Joanne Goode (Harlow, 17 de novembro de 1972) é uma ex-jogadora de badminton britânico, medalhista olímpico, especialista em duplas.

## Carreira
Joanne Goode representou seu país nos Jogos Olímpicos de Verão de 1996 e 2000, conquistando a medalha de bronze, nas duplas mistas em 2000 com Simon Archer.